# Chiesa di Maria Santissima del Soccorso (Giffone)
La chiesa di Maria Santissima del Soccorso è un luogo di culto cattolico di Giffone.

## Storia
La chiesa di Maria Santissima del Soccorso fu fondata dal marchese Francesco Giffone, fervente devoto della Madonna e in specie nella venerazione di Maria con tale appellativo. Il primo atto di nascita ufficiale del comune di Giffone risale al 1695, anno in cui il marchese ottenne dal vescovo di Mileto Mons.Paravicini il permesso di costruire la chiesa, le prime notizie certe sulla parrocchia si possono trovare nei documenti del libro dei battesimi che cominciano dall'anno 1648 al 1654.
La chiesa conserva le statue della Madonna del Soccorso (opera dello scultore Domenico De Lorenzo) e della Madonna del Carmelo; sono inoltre particolarmente rilevanti le statue di San Giuseppe (opera dello scultore Domenico De Lorenzo)  e di San Bartolomeo apostolo, opera quest'ultima dello scultore Domenico De Lorenzo nella fine del Settecento.

### Elenco parroci dal 1648
- Domenico Nesci parroco di Cinquefrondi (1648)[6]
- Emmanuele de Francho (1670-1716)
- Nicola Raschellà (1717-1749)
- Leonardo Domenico Giovinazzo (1750-1765)
- Giuseppe Maria Spagnolo (1766-1802)
- Michele Chizzoniti (1803-1809)
- Francesco Miceli (1810-1825)
- Antonio Pasquale (1825-1828)
- Michele Drago (1828-1830)
- Paschali Raffaeli (1830-1834)
- Rocco Garigliano (1834-1838)
- Michele Drago (1838-1852)
- Domenico Antonio Licopoli (1852-1860)
- Michele Drago (1861-1885)
- Giacomo Pugliese (1886-1895)
- Michelangelo Cirillo (1896-1904)
- Giuseppe Belcastro (1905-1945)
- Antonio Surace (1946-1948)
- Antonio Maccarone (1948-1954)
- Domenico Bellissimo (1954-1955)
- Eugenio Anile (1955-1966)
- Antonio Ritorto (1966-1977)
- Rosario Badolato (1977-2002)
- Domenico Zurzolo (2002-2005)
- Giuseppe Sabato (2005-2015)
- Salvatore Tucci (2015-2024)
- Tommaso Calipa (2024-presente)

## Titoli
- Chiesa parrocchiale.